# تيم ريان (لاعب كرة قدم أمريكية)
تيم ريان (بالإنجليزية: Tim Ryan)‏ هو لاعب كرة قدم أمريكية أمريكي، ولد في 8 سبتمبر 1967 في ممفيس في الولايات المتحدة.

## وصلات خارجية
- تيم ريان على موقع مرجع كرة القدم المحترفة.كوم (الإنجليزية)